# Симфонія № 3 (Рахманінов)
Симфонія № 3 ля мінор, ор. 44 — симфонія Сергія Васильовича Рахманінова, над якою автор працював влітку 1935 та влітку 1936 року у своїй віллі Сенар у Швейцарії.
Симфонія вперше прозвучала 6 листопада 1936 року у виконанні Філадельфійського оркестру, диригував Леопольд Стоковський. В СРСР симфонія була вперше записана оркестром радіо під орудою Миколи Голованова 1948 року.
Симфонія написана для великого симфонічного оркестру з потрійним складом духових. Складається з 3-х частин, загальною тривалістю близько 40 хвилин:
1. Lento — Allegro moderato — Allegro
2. Adagio ma non troppo — Allegro vivace
3. Allegro — Allegro vivace — Allegro (Tempo primo) — Allegretto — Allegro vivace.